# Gustav Wilhelm Ludwig von Struve

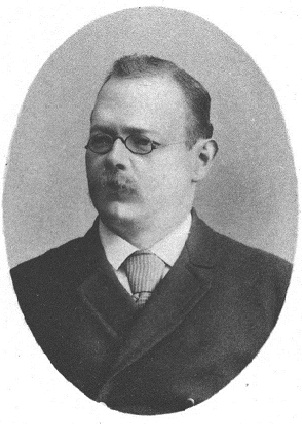
Gustav Wilhelm Ludwig von Struve (1901)

Gustaw Wilhelm Ludwig von Struve (ur. 20 października?/1 listopada 1858 w Pułkowie, zm. 4 listopada 1920 w Symferopolu) – rosyjski astronom i matematyk. Syn Ottona Wilhelma, brat Hermanna, ojciec Ottona.

## Życiorys
W latach 1876–1880 studiował matematykę i astronomię na Uniwersytecie w Dorpacie, później studiował przez dwa lata (1883–1885) w Berlinie, Mediolanie i Lipsku. W latach 1886–1894 pracował w obserwatorium astronomicznym w Dorpacie.
Od 1894 profesor Uniwersytetu w Charkowie i dyrektor obserwatorium astronomicznego tamże. Kontynuował podobnie jak ojciec badania gwiazd podwójnych. Wyznaczył promień Księżyca. Napisał pracę: „Bestimmung der Constante der Praecessions und der eignen Bewegung des Sonnensystems” (1887) i in.